# Buster Keaton
Buster Keaton (nascido Joseph Frank Keaton VI; Piqua, 4 de outubro de 1895 – Los Angeles, 1 de fevereiro de 1966) foi um ator, comediante, diretor, produtor, roteirista e dublê americano.
Nascido no mundo do vaudeville (mistura de teatro e circo muito popular nos Estados Unidos) em fins do século XIX, Keaton começou sua carreira artística participando de um número com seus pais, chamado Os três Keatons, onde a grande piada era como disciplinar uma criança mal-educada. Depois de algum tempo fazendo pontas em filmes, em 1920 Buster começou a dirigir seus primeiros curtas.
Em 1996, a Entertainment Weekly reconheceu Keaton como o sétimo maior diretor de cinema, e em 1999 o American Film Institute o classificou como a 21ª maior estrela masculina do cinema clássico de Hollywood.

## Primeiros anos
Keaton nasceu em uma família de vaudeville em Piqua, Kansas, a pequena cidade onde sua mãe, Myra Keaton (nascida Cutler), estava no palco quando ela entrou em trabalho de parto. Ele foi nomeado Joseph para continuar uma tradição do lado de seu pai (ele foi o sexto em uma linha com o nome de Joseph Keaton) e Frank por seu avô materno, que desaprovava a união de seus pais. Seu pai era Joseph Hallie "Joe" Keaton, dono de um show itinerante com Harry Houdini chamado Mohawk Indian Medicine Company, ou Keaton Houdini Medicine Show Company, que se apresentava no palco e vendia remédios patenteados ao lado.
De acordo com uma história frequentemente repetida, que pode ser apócrifa, Keaton adquiriu o apelido de Buster com a idade de cerca de 18 meses. Um amigo ator chamado George Pardey estava presente um dia quando o jovem Keaton caiu por um longo lance de escadas sem se machucar. Depois que o bebê se sentou e se livrou da experiência, Pardey comentou: "Ele é um buster regular!". Depois disso, o pai de Keaton começou a usar o apelido para se referir ao jovem. Keaton recontou a anedota ao longo dos anos, inclusive em uma entrevista de 1964 com o Telescope da CBC. Na releitura de Keaton, ele tinha seis meses quando o incidente ocorreu, e Harry Houdini lhe deu o apelido.

Aos três anos de idade, Keaton começou a se apresentar com seus pais em Os Três Keatons. Ele apareceu pela primeira vez no palco em 1899 em Wilmington (Delaware). O ato foi principalmente um esboço de comédia. Myra tocou o saxofone de lado, enquanto Joe e Buster se apresentaram no centro do palco. O jovem Keaton incitou seu pai desobedecendo-o, e o velho Keaton respondeu jogando-o contra o cenário, no fosso da orquestra ou mesmo na plateia. Uma alça de mala foi costurada na roupa de Keaton para ajudar com o constante lançamento. O ato evoluiu quando Keaton aprendeu a fazer truques com segurança; ele raramente foi ferido ou machucado no palco. Este estilo de comédia knockabout levou a acusações de abuso infantil e ocasionalmente, prisão. 

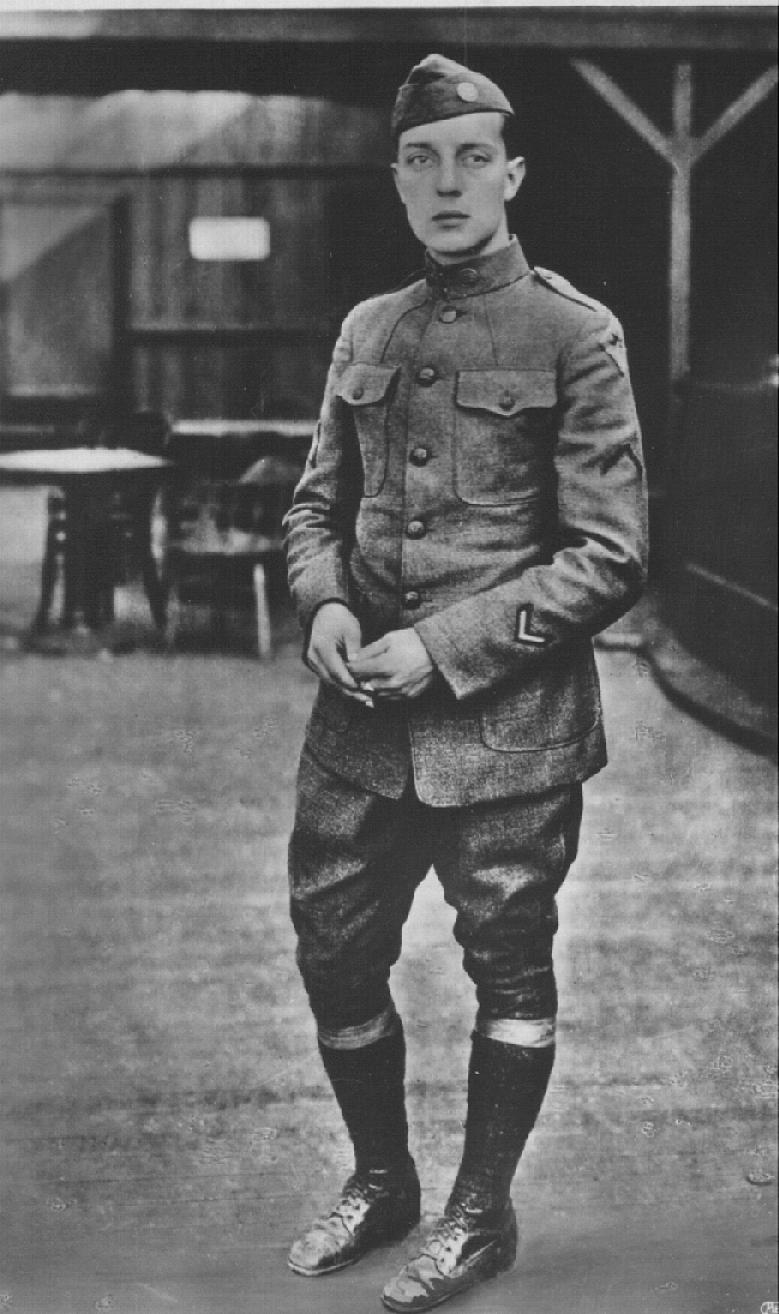
Buster na I Guerra Mundial.

No entanto, Buster sempre foi capaz de mostrar às autoridades que não tinha hematomas ou ossos quebrados. Ele acabou sendo anunciado como "The Little Boy Who Can't Be Damaged", e o ato geral como "O ato mais duro que já existiu na história do palco". Décadas depois, Keaton disse que nunca foi ferido por seu pai e que as quedas e a comédia física eram uma questão de execução técnica adequada. Em 1914 ele disse ao The Detroit News: "O segredo está em aterrissar manco e amortecer a queda com o pé ou a mão. É um talento. Comecei tão jovem que cair direito é uma segunda natureza minha. Várias vezes eu teria morrido se não conseguisse pousar como um gato. Os imitadores do nosso ato não duram muito, porque não suportam o tratamento".
Keaton serviu nas Forças Expedicionárias Americanas na França com a 40ª Divisão de Infantaria dos Estados Unidos durante a Primeira Guerra Mundial. Sua unidade permaneceu intacta e não foi dividida para fornecer substituições, como aconteceu com algumas outras divisões que chegaram tardiamente. Durante seu tempo de uniforme, ele sofreu uma infecção no ouvido que prejudicou permanentemente sua audição.

## Carreira no cinema

### Cinema mudo
Keaton estreou no cinema em 1917 ao lado de Roscoe Arbuckle, Arbuckle que apresentou o jovem Keaton e junto de Al St. John fizeram vários curtas-metragens até 1921, a parceria com Arbuckle foi muito bem-sucedida e não demorou para chegar a fama a Buster.
Após o trabalho bem-sucedido de Keaton com Arbuckle, Schenck deu a ele sua própria unidade de produção, a Buster Keaton Productions. Ele fez uma série de comédias de curta-metragem, incluindo One Week (1920), The Playhouse (1921), Cops (1922) e The Electric House (1922). Keaton então mudou para longas-metragens.  

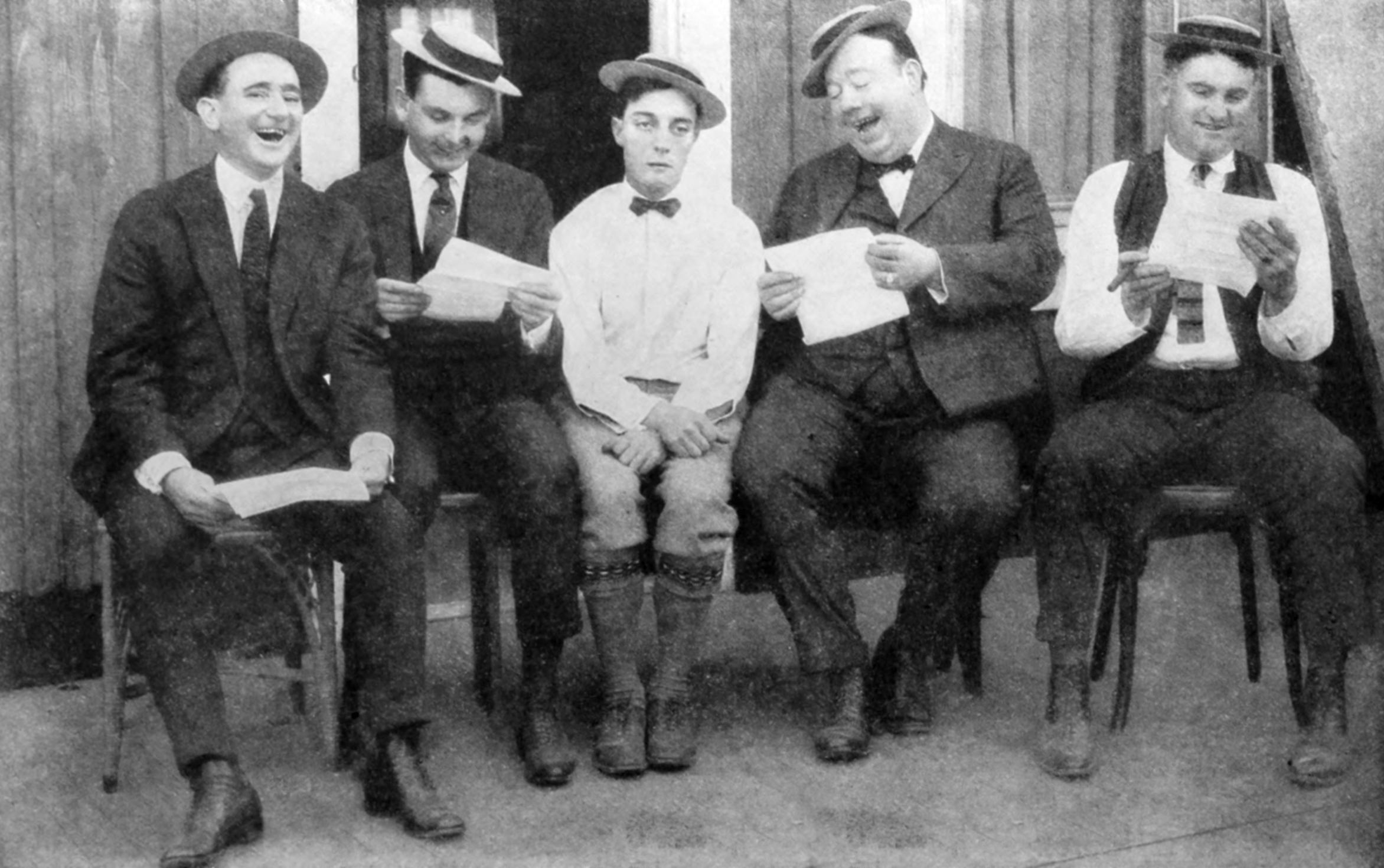
Keaton (centro) em 1923 com os escritores Joe Mitchell, Clyde Bruckman, Jean Havez e Eddie Cline.

Os escritores de Keaton incluíam Clyde Bruckman, Joseph Mitchell e Jean Havez, mas as piadas mais engenhosas eram geralmente concebidas pelo próprio Keaton. O diretor de comédia Leo McCarey, relembrando os dias livres de fazer comédias pastelão, disse: "Todos nós tentamos roubar os gagmen uns dos outros. Mas não tivemos sorte com Keaton porque ele mesmo inventou suas melhores piadas e não conseguimos roubá-lo!". As ideias mais aventureiras pediam acrobacias perigosas, executadas por Keaton com grande risco físico. Durante a cena do tanque de água da ferrovia em Sherlock Jr., Keaton quebrou o pescoço quando uma torrente de água caiu sobre ele de uma torre de água, mas ele não percebeu até anos depois. Uma cena de Steamboat Bill Jr. exigia que Keaton ficasse parado em um determinado local. Então, a fachada de um prédio de dois andares desabou em cima de Keaton. O personagem de Keaton saiu ileso, devido a uma única janela aberta. A manobra exigia precisão, porque a casa de apoio pesava duas toneladas e a janela oferecia apenas alguns centímetros de folga ao redor do corpo de Keaton. A sequência forneceu uma das imagens mais memoráveis de sua carreira.
Buster Keaton passou a fazer seus próprios curtas independentes e obteve grande sucesso, então fez seu primeiro longa em 1920 com o o filme The Saphead, mais tarde em 1923 lançou o longa Three Ages o primeiro que dirigiu; em 1924 Arbuckle se encontrava em declínio então Keaton o ajudou dando papéis e até pondo-o para dirigir alguns filmes, como é o caso do filme Sherlock Jr. Em 1925 ele lançou Sete Oportunidades, e anos depois ele afirmou ser este seu filme de que menos gostava, seu melhor e mais famoso filme é A General mas foi um fracasso comercial na época, ambientado durante a Guerra Civil Americana, combinou comédia física com o amor de Keaton por trens, incluindo uma épica perseguição de locomotiva.   Empregando locações pitorescas, o enredo do filme reencenou um incidente real de guerra. Embora fosse considerado a maior conquista de Keaton, o filme recebeu críticas mistas na época. Foi muito dramático para alguns espectadores que esperavam uma comédia leve, e os críticos questionaram o julgamento de Keaton em fazer um filme cômico sobre a Guerra Civil, mesmo observando que deu "algumas risadas".
Foi uma falha cara (a cena culminante de uma locomotiva caindo em uma ponte em chamas foi a tomada mais cara da história do cinema mudo), e Keaton nunca mais teve o controle total sobre seus filmes novamente. Seu distribuidor, United Artists, insistiu em um gerente de produção que monitorasse as despesas e interferisse em certos elementos da história. Keaton suportou esse tratamento por mais dois longas-metragens e, em seguida, trocou sua configuração independente por um emprego no maior estúdio de Hollywood, Metro-Goldwyn-Mayer. 

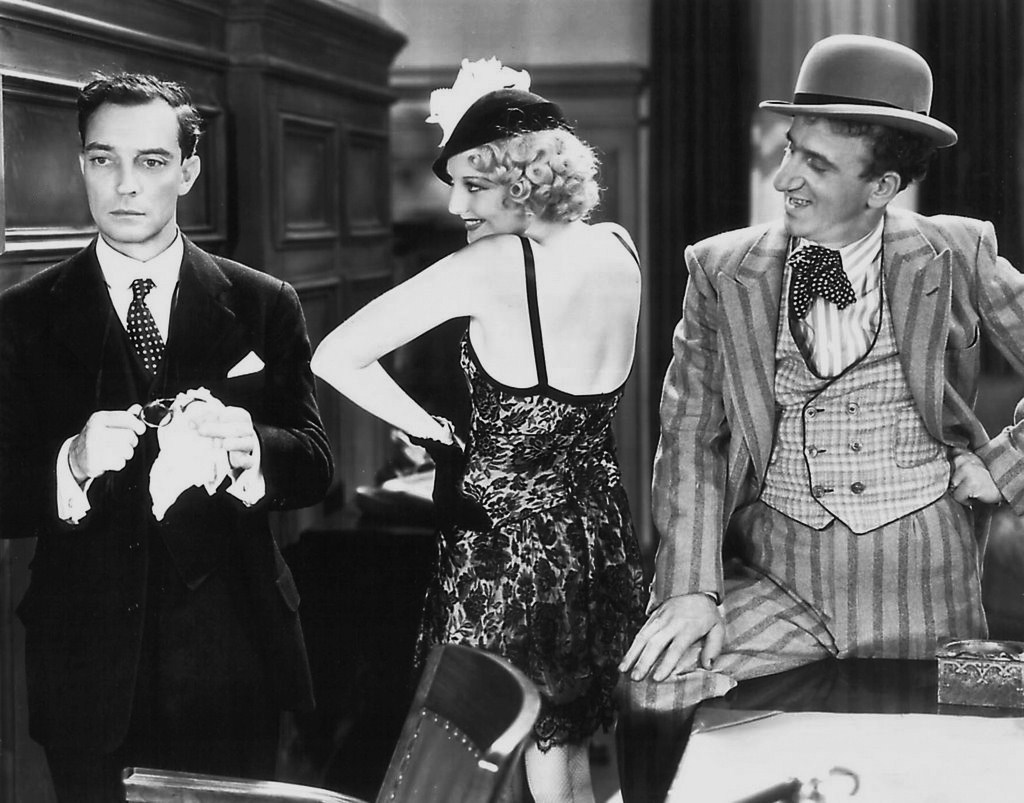
Keaton, Thelma Todd e Jimmy Durante em Speak Easily (1932)

A perda de independência de Keaton como cineasta coincidiu com o surgimento dos filmes sonoros (embora ele estivesse interessado em fazer a transição) e problemas pessoais crescentes, e sua carreira no início da era do som foi prejudicada como resultado.
Em The Cameraman (1928), Keaton interpreta um fotógrafo que, para se aproximar da bela secretária do cinejornal da MGM, troca sua câmera câmera fotográfica por uma câmera de cinema e se torna um cinegrafista. O filme discute o cinema e a relação entre ficção e realidade no momento derradeiro do cinema mudo, através de organização caótica dos elementos.
The Cameraman foi o primeiro filme de Keaton na MGM, tempo que este gostaria de esquecer, uma vez que o grande comediante da época se tornou um mero ator assalariado, sem nenhuma independência artística, no recém-formado estúdio. No começo da década de 1930, passa por uma fase de decadência, por ter assinado um contrato com o estúdio pelo qual perde o controle sobre o conteúdo criativo de seus filmes e tem de aceitar roteiros impostos pelo estúdio. até que foi demitido em 1933, após lançar o filme What! No Beer?, mesmo com o sucesso comercial do filme.

### Cinema falado
Ao contrário de Charles Chaplin, o estrelato e veia cômica de Keaton não sobreviveram à conversão de Hollywood ao cinema falado. Para piorar, a vida pessoal de Keaton estava em frangalhos, após um divórcio doloroso. O consumo de álcool de Keaton aumentava proporcionalmente aos seus problemas pessoais.
Keaton voltou para a MGM como escritor de piadas, fornecendo material para os três últimos filmes dos Irmãos Marx da MGM: At the Circus (1939), Go West (1940) e The Big Store (1941); estes não tiveram tanto sucesso artístico quanto os recursos MGM anteriores dos Marx. Keaton também dirigiu três curtas-metragens para o estúdio, mas isso não resultou em outras atribuições de direção.
Em 1939, a Columbia Pictures contratou Keaton para estrelar 10 comédias curta-metragens; a série durou dois anos e incluiu sua última série como comediante estrelado. O diretor geralmente era Jules White, cuja ênfase em pastelão e farsa fazia com que a maioria desses filmes se assemelhasse aos famosos curtas dos Três Patetas de White. O favorito pessoal de Keaton foi a estreia da série, Pest from the West, um remake mais curto e compacto do filme pouco visto de Keaton de 1934, The Invader; não foi dirigido por White, mas por Del Lord, um diretor veterano de Mack Sennett. Os espectadores e expositores deram as boas-vindas às comédias de Keaton na Columbia.
Após sobreviver por duas décadas de comédias sonoras baratas e eventuais aparições públicas, Keaton volta à evidência ao participar em 1952 do filme Luzes da Ribalta de Charles Chaplin. Por ironia, esse filme sobre um artista em decadência salva da decadência o artista Keaton. Depois de contracenar com Chaplin, a única participação conjunta dos dois grandes artistas da comédia num mesmo filme, Keaton parou de beber e representou diversos papéis secundários no teatro, TV e cinema.
Após a gloriosa participação no filme Keaton voltou ao meio artístico, e cada vez mais voltava a ser o que era; com isso seus antigos longas e curtas-metragens dos anos 1920 começaram a passar por um processo de restauração e relançamento, em 1954, Buster e Eleanor Keaton conheceram o programador de cinema Raymond Rohauer, com quem desenvolveram uma parceria comercial para relançar seus filmes. O ator James Mason comprou a casa dos Keaton e encontrou inúmeras latas de filmes, entre os quais o clássico perdido de Keaton, The Boat. Keaton tinha cópias dos recursos Three Ages, Sherlock Jr, Steamboat Bill, Jr.., e College (faltando um rolo), e os curtas "The Boat" e " My Wife's Relations ", que Keaton e Rohauer então transferiram para filme de acetato de celulose de estoque de filme de nitrato em deterioração.
Fez vários outros filmes na década de 60, ele também mesmo depois dos 50 anos continuava a fazer suas acrobacias arriscadas, em 1965 fez a gravação do seu último filme, Um Escravo das Arábias em Roma, após o fim das gravações Keaton faleceu.

## Televisão

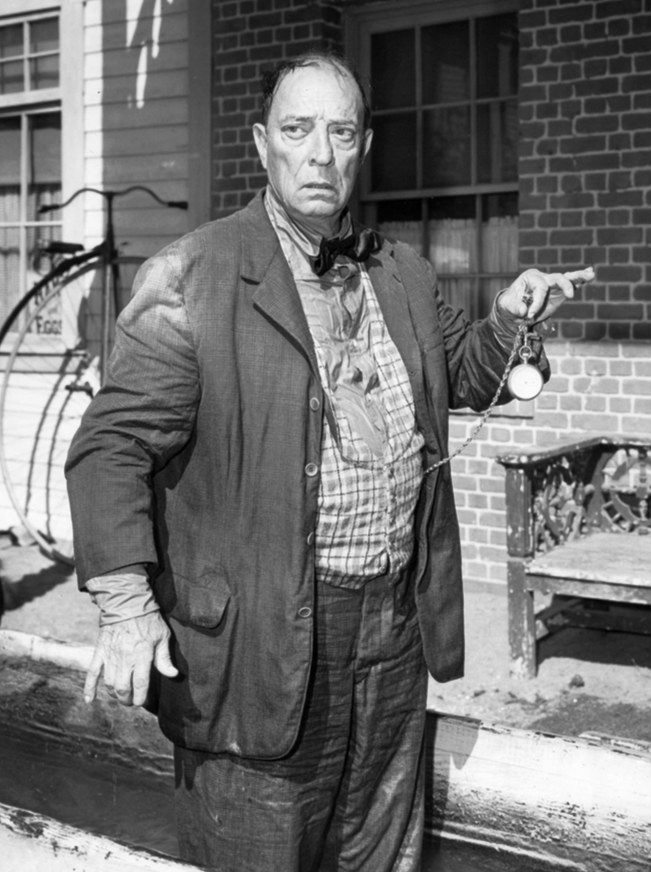
Keaton como um viajante do tempo em Twilight Zone episódio "Era uma vez", 1961.

De 1950 a 1964, Keaton fez cerca de 70 aparições em programas de variedades na televisão, incluindo os de Ed Sullivan e Garry Moore. Keaton também encontrou trabalho estável como ator em comerciais de TV para Colgate, Alka-Seltzer, US Steel, 7-Up, RCA Victor, Phillips 66, Milky Way, Ford Motor Company, Minute Rub e Budweiser, entre outros. Em uma série de comerciais de televisão mudos para Simon Pure Beer feitos em 1962 por Jim Mohr em Buffalo, Nova Iorque, Keaton revisitou algumas das piadas de seus dias de cinema mudo.
Em 3 de abril de 1957, Keaton foi surpreendido por Ralph Edwards para o programa semanal da NBC This Is Your Life. O programa também promoveu o lançamento do filme biográfico The Buster Keaton Story com Donald O'Connor. Em dezembro de 1958, Keaton foi uma estrela convidada no episódio "A Very Merry Christmas" do The Donna Reed Show na ABC. Ele voltou ao programa em 1965 no episódio "Now You See It, Now You Don't".
Em agosto de 1960, Keaton interpretou o mudo Rei Sextimus, o Silencioso na companhia de turnê nacional do musical da Broadway Once Upon A Mattress. Em 1960, ele retornou à MGM pela última vez, interpretando um domador de leões em uma adaptação de 1960 de The adventures of Huckleberry Finn, de Mark Twain. Grande parte do filme foi filmado em locações no rio Sacramento, que dobrou para o cenário do Rio Mississippi do livro de Twain.
Em 1961, ele estrelou o episódio " Once Upon a Time " de The Twilight Zone, que incluiu sequências silenciosas e sonoras.

## Últimos anos
Keaton ele teve uma participação especial como Jimmy, aparecendo perto do final do filme Deu a Louca no Mundo (1963). Jimmy ajuda o personagem de Spencer Tracy, Capitão CG Culpepper, preparando o barco não utilizado de Culpepper para sua fuga abortada. (A versão restaurada desse filme, lançada em 2013, contém uma cena em que Jimmy e Culpeper conversam ao telefone. Perdido após a exibição "roadshow" do épico de comédia, o áudio dessa cena foi descoberto e combinado com fotos para recriar a cena.)
Em 1965, Keaton estrelou o curta-metragem The Railrodder para o National Film Board of Canada. Ele viajou de uma ponta a outra do Canadá em um carro de mão motorizado, usando seu tradicional chapéu de torta de porco e fazendo piadas semelhantes às dos filmes que ele fez 50 anos antes. O filme também é notável por ser sua última performance no cinema mudo. Ele desempenhou o papel central no filme de Samuel Beckett intitulado simplesmente como Film (1965), dirigido por Alan Schneider. Também em 1965, ele viajou para a Itália para desempenhar um papel em Due Marines e un Generale, coestrelado por Franco Franchi e Ciccio Ingrassia.
Um mito que rodeia até hoje a carreira de Keaton é, que os filmes produzidos por ele pela MGM foram todos fracassados e muito mal recebidos, mas na verdade os tais longas arrecadavam muito dinheiro, e apesar de medíocres tinham seu charme, a questão é que ele não tinha liberdade, e seu descontentamento com a produtora só crescia, ele alegou estar cansado de fazer filmes ruins, geralmente ele ou faltava ou aparecia embriagado nas gravações e esse foi o motivo pela sua demissão; Trabalhando na Columbia Pictures ele produziu alguns curtas entre 1939 e 1941 e um tanto quanto notáveis e agradáveis, porém ele não aceitou renovar o contrato e ainda afirmou nunca mais fazer um filme ruim de dois rolos. Ele em 1946 produziu no México o filme O Moderno Barba Azul, considerado seu pior filme ... entretanto cheio de quedas e acrobacias típicas do ator, para piorar seu pai faleceu nesse mesmo ano, Joe fez vários filmes com o filho.[carece de fontes?]

## Estilo

Uma das marcas registradas de Keaton.

Keaton começou a experimentar a paródia durante seus anos de vaudeville, onde com mais frequência suas apresentações envolviam impressões e burlescos de atos de outros artistas. A maioria dessas paródias visava atos com os quais Keaton havia compartilhado a conta. Quando Keaton transpôs sua experiência no vaudeville para o cinema, em muitos trabalhos ele parodiou melodramas. Outros alvos favoritos eram enredos, estruturas e dispositivos cinematográficos.
O humor nos filmes de Buster Keaton também se fazia através das chamadas gags; corridas, quedas, fugas. Uma das grandes inovações de Keaton, no entanto, é o fato de sua comédia se basear num personagem impassível, que mantém a mesma feição diante dos fatos ocorridos. Isso explica os apelidos dados a ele pelos críticos; O Grande cara de pedra e O homem que nunca ri. Em Portugal (e Espanha) era conhecido por "Pamplinas". Keaton percebeu que ao não modificar sua expressão, o espectador projetaria suas aspirações sentimentais, sensoriais e morais. Assim, pode-se afirmar que, de certa forma, ele preconcebeu intuitivamente a famosa Experiência Kuleshov.

## Vida pessoal

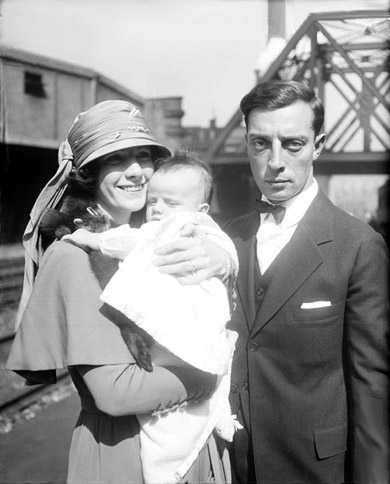
Keaton com Natalie Talmadge e Joseph em 1922.

Buster casou-se pela primeira vez com Natalie Talmadge em 31 de maio de 1921. Ela foi sua protagonista no filme Nossa Hospitalidade, de 1923. Juntos eles tiveram dois filhos: o primeiro nasceu em 1922 e chamava-se Joseph, e o segundo chamava-se Robert e nasceu em 1924.
Depois disso a relação dos dois esmoreceu, ficou claro que o Sr. Keaton e a Sra. Keaton tinham ideias e estilos de vida diferentes. Keaton projetou e construiu uma casa modesta, mas confortável, como um presente de casamento surpresa para sua noiva. Quando viu a casinha, ela ficou furiosa: ela pensou que a casa era muito pequena, sem lugar para criados. Percebendo que sua noiva queria um palácio, ele vendeu a casa para o executivo da MGM  Eddie Mannix a preço de custo e contratou o arquiteto Gene Verge em 1926 para construir uma propriedade de 930 m2 em Beverly Hills por US$ 300 000, que foi posteriormente propriedade de James Mason e Cary Grant. Depois de várias tentativas eles se divorciaram em 1932, e o nome das crianças foi mudado para "Talmadge"; somente em 1942 o nome da ambos, então maiores de idade, foi corrigido para Talmadge Keaton.
Após o fim do casamento, Buster se entregou ao álcool, foi internado numa clínica de reabilitação, onde se casa com sua enfermeira Mae Scrivem em 1933. Ela pediu o divórcio em 1935 e eles se divorciaram em 1936, um grande prejuízo financeiro para o ator. Após anos de terapia, ele ficou 5 anos sem consumir álcool.
Em 29 de maio de 1940, ele se casou com Eleanor Norris, que era 23 anos mais jovem e foi a grande responsável por salvar a carreira e a vida de Buster. Após a união, Keaton passou a beber com menor frequência. Ela cuidou de Keaton até a morte dele em 1966.

### Morte
Faleceu em 1 de fevereiro de 1966 vítima de câncer de pulmão. Encontra-se sepultado no Forest Lawn Memorial Park, Hollywood Hills, Los Angeles, nos Estados Unidos.

## Filmografia
Principais filmes, para a filmografia completa, ver: Filmografia de Buster Keaton.
| Ano  | Filme                           | Personagem                | Produtor ou diretor |
| ---- | ------------------------------- | ------------------------- | ------------------- |
| 1920 | One Week                        | O Noivo                   | Sim                 |
| 1921 | The Playhouse                   | Diversos                  | Sim                 |
| 1921 | The Boat                        | Construtor de Barcos      | Sim                 |
| 1922 | The Paleface                    | Pequeno Chefe Cara Pálida | Sim                 |
| 1922 | My Wife's Relations             | O marido                  | Sim                 |
| 1922 | Daydreams                       | O jovem                   | Sim                 |
| 1923 | Three Ages                      | Moço                      | Sim                 |
| 1923 | Our Hospitality                 | Willie McKay              | Sim                 |
| 1924 | Sherlock Jr.                    | Projetista/Sherlock Jr.   | Sim                 |
| 1924 | The Navigator                   | Rollo Treadway            | Sim                 |
| 1925 | Seven Chances                   | James Shannon             | Sim                 |
| 1926 | The General                     | Johnnie Gray              | Sim                 |
| 1927 | College                         | Ronald                    | Sim                 |
| 1928 | Steamboat Bill, Jr.             | Willian Canfield Jr.      | Sim                 |
| 1928 | The Cameraman                   | Buster                    | Sim                 |
| 1929 | Spite Marriage                  | Elmer                     | Sim                 |
| 1930 | Doughboys                       | Elmer                     | Sim                 |
| 1932 | Speak Easily                    | Professor Post            | Sim                 |
| 1934 | The Gold Ghost                  | Wally                     | Sim                 |
| 1945 | That Night with You             | Sam                       |                     |
| 1949 | You're My Everything            | Butler                    |                     |
| 1950 | Sunset Boulevard                | ele mesmo                 |                     |
| 1953 | Limelight                       | parceiro de Calvero       |                     |
| 1956 | Around the World in Eighty Days | Condutor do trem          |                     |
| 1963 | It's a Mad, Mad, Mad, Mad World | Jimmy                     |                     |
| 1965 | How to Stuff a Wild Bikini      | Bwana                     |                     |
| 1965 | Beach Blanket Bingo             | Buster                    |                     |
| 1965 | Film                            | O homem                   |                     |